# Народный морской музей Тобы
Народный морской музей Тобы (яп. 鳥羽市立海の博物館, англ. Toba Sea-Folk Museum) — музей, посвященный жизни, традициям и фольклору рыбаков, ныряльщиц за жемчугом и других людей, связанных с морем. Расположен в городе Тоба.
Музей открылся в 1971 году. В музее собраны коллекции, связанные с традициями, верованиями и фольклором японских рыбаков и с историей рыболовного промысла. Также есть экспозиции, посвященные ама, японским ныряльщицам за жемчугом. В отдельном ангаре размещена коллекция из девяноста оригинальных рыболовных лодок из Японии и некоторых других стран.
Современное здание музея было построено в 1992 году по проекту японского архитектора Хироси Найто.

## Галерея

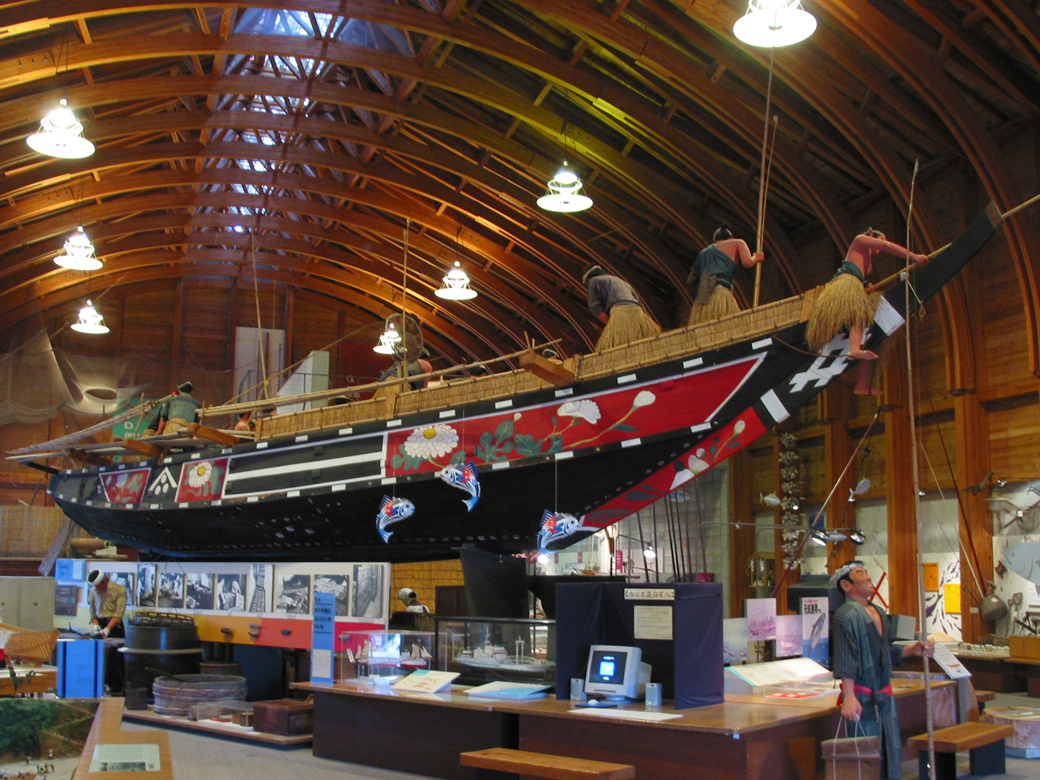
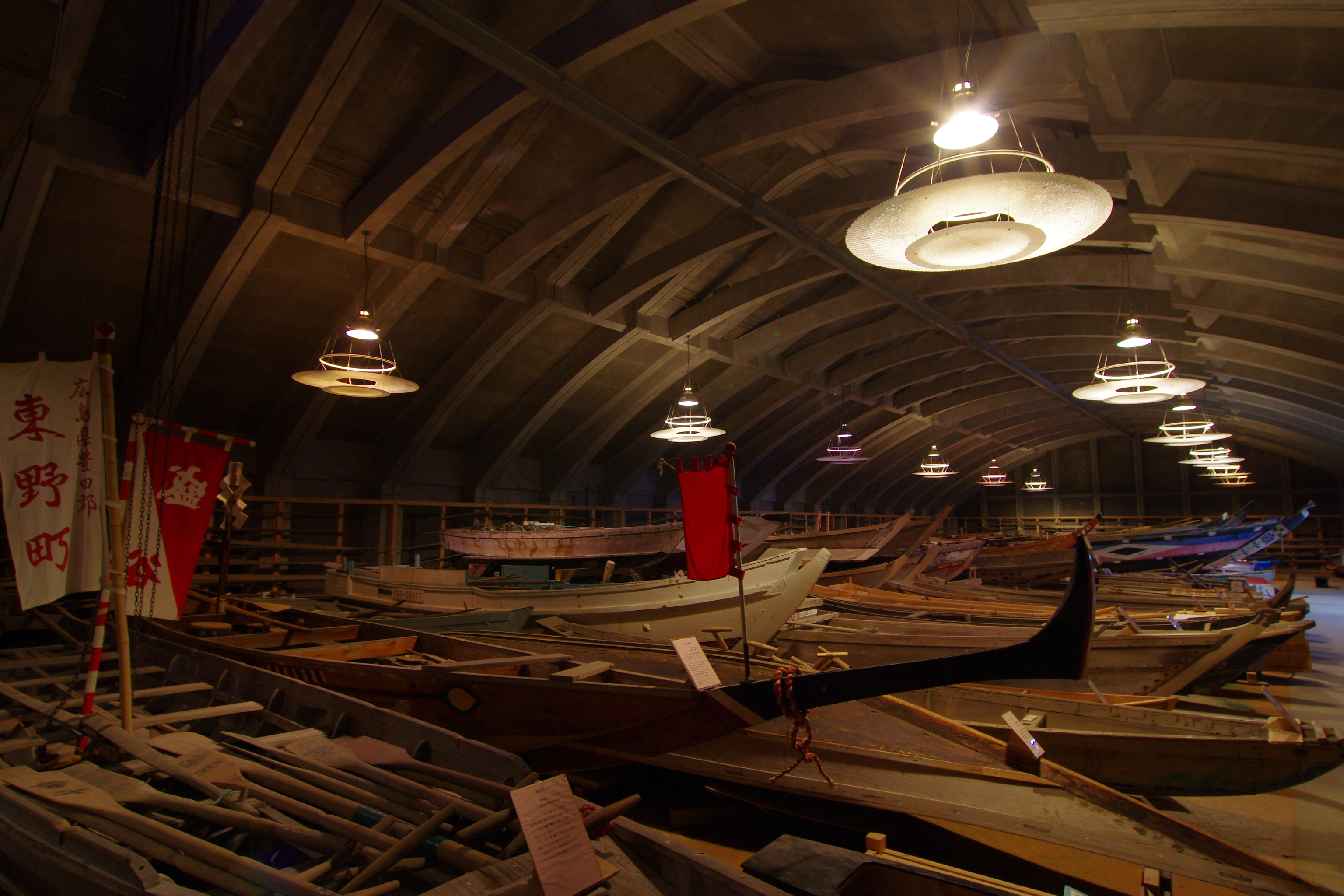
Коллекция лодок
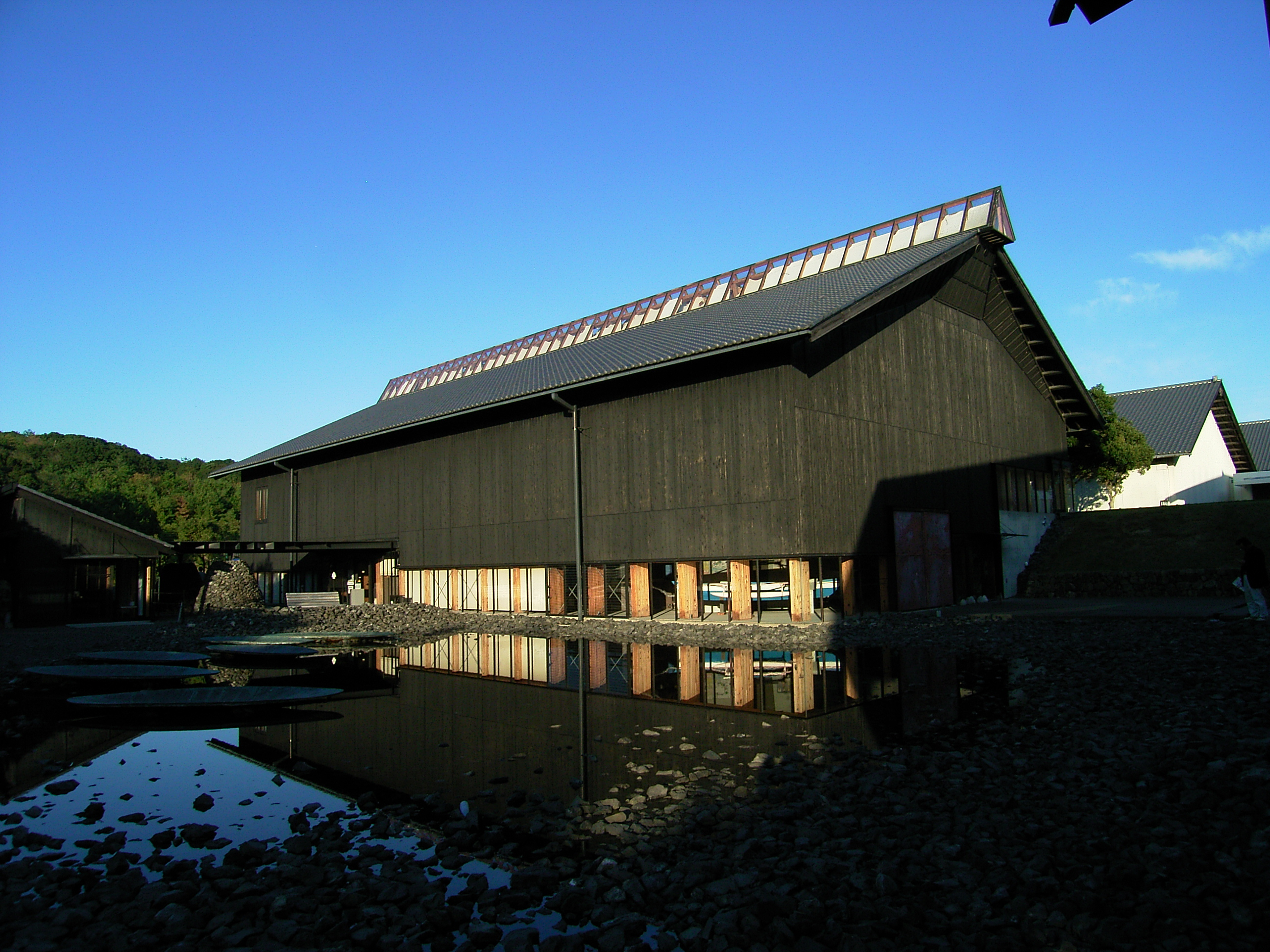